# Минденское епископство
Ми́нденское епи́скопство (нем. Hochstift Minden; точнее Минденское княжество-епископство) — духовная территория Священной Римской империи германской нации. С 1500 года относилось к Нижнерейнско-Вестфальскому имперскому округу.
Княжество-епископство было основано в XII веке как светское владение минденских архиепископов, духовная территория которых была обширнее земель непосредственно епископства. В 1648 году епископство было секуляризовано и в составе Бранденбурга-Пруссии стало называться княжеством Минден.

## Расположение
Епископский двор находился рядом с Минденским собором в городе Миндене-на-Везере в современной земле Северный Рейн — Вестфалия. Администрация располагалась в находящемся ниже по течению Везера замке Петерсхаген. Территория Минденского епископства оставалась неизменной долгое время его существования и примерно совпадает с территорией современного района Минден-Люббекке.

## История

### Предыстория
Минденская епархия была учреждена Карлом Великим в 799 году во время Саксонских войн и подчинялась Кёльнской церковной провинции. Эпоха подъёма и расцвета епархии пришлась на время правления императоров Саксонской и Салической династий (919—1125).

### Основание
Из территорий, которые минденским епископам даровали императоры, в 1180 году образовалось епископство с правами имперского княжества. Размер епископства был намного меньше одноимённой церковной епархии. При свержении Генриха Льва минденские епископы получили герцогские права на свои территории.
Епископ управлял епископством с участием выборных представителей, таких как минденский соборный капитул, министериалы, дворяне и горожане Миндена. Между 1250 и 1350 годами были созданы управления для должностных лиц епископа (дростов) в замках Раден, Рейнеберг, Шальксбург, Петерсхаген и Шлюссельбург. Конторы временно принимали на службу министериалов епископства и зачастую существовали за счёт богатых министериалов.
С 1259 по 1277 годы во владении епископства находился и Гамельн. До 1397 года права фогтов принадлежали дворянам Берге, после этого произошло сокращение территории вследствие борьбы за власть в землях современного района Минден-Люббекке. Главный город Минден уже в XIII веке стал независим от епископства.

### Реформация и упразднение
В XVI веке, с приходом Реформации, епископство попало под влияние герцогов Брауншвейг-Люнебургов. С распространением лютеровского учения минденская католическая епархия прекратила своё существование. В 1550 году она уже считалась исчезнувшей. С 1545 по 1625 годы во главе княжества-епископства стояли протестантские администраторы, которые в Миндене продолжали именоваться архиепископами. Лишь в 1631 году в Миндене был снова выбран католический князь-епископ Франц Вильгельм Вартенберг, которого, однако, в 1648 года сняли с должности, так как после Вестфальского мира 1648 года епископство было секуляризовано, превращено в княжество Минден и отошло к курфюрстам Бранденбурга в качестве возмещения потери Передней Померании.

## Герб
Герб епископства и епархии представлял собой в червлёном поле перекрещивающиеся ключи святого Петра, бородки которых повёрнуты в разные стороны. Пётр был покровителем епархии и Минденского собора. В 1648 году этот герб остался у княжества Минден и в таком виде был помещён в большой прусский герб. В настоящее время он встречается на гербах многих коммун района, например, на гербе города Миндена. На гербах упразднённых районов Минден и Люббекке и современного района Минден-Люббекке также присутствуют ключи.